# Barbara Schober (Psychologin)
Barbara Schober (* 1970 in Erding, Deutschland) ist eine Psychologin und  Bildungsforscherin. Seit 2011 hat sie die Professur für Psychologische Bildungs- und Transferforschung an der Universität Wien inne, seit 2016 ist sie die Dekanin der Fakultät der Psychologie. 2020 wurde sie zur Vizepräsidentin der österreichischen Gesellschaft der Psychologie gewählt.

## Leben
Nach dem Abitur begann Barbara Schober 1990 ihr Diplomstudium der Psychologie an der Otto-Friedrich-Universität Bamberg in Deutschland, welches sie 1996 abschloss. 1994 bis 1996 war sie als medizinisch-technische Assistentin für Psychologie an der Psychiatrischen Klinik der Ludwig-Maximilians-Universität München (LMU) tätig. Danach kam sie als Doktorandin in die DFG-Forschungsgruppe „Wissen und Handeln“ am Lehrstuhl für Psychologische Diagnostik und Evaluation an der LMU. Sie promovierte 2001 zur „Entwicklung und Evaluation des Münchner Motivationstrainings“. Von 2001 bis 2007 arbeitete sie als Universitätsassistentin in der Forschungsgruppe Bildungspsychologie und Evaluation der Universität Wien. 2007 folgte ihre Habilitation. Seit 2011 ist sie Universitätsprofessorin für Psychologische Bildungs- und Transferforschung und seit 2016 Dekanin der Fakultät der Psychologie der Universität Wien. 2015 war sie als Gastwissenschaftlerin am National Implementation Research Network (NIRN) an der University of North Carolina at Chapel Hill tätig.
Seit 2006 ist Barbara Schober eine der Sprecherinnen des Fakultätsforschungsschwerpunkts „Psychologie des Lebenslangen Lernens“, seit 2020 ist sie Nationale Vertreterin Österreichs in der European Federation of Psychological Associations, eine Position, welche sie bereits zwischen 2014 und 2016 innehatte. Seit 2020 wurde sie aufgrund ihrer Expertise im Bereich der Bildungspsychologie und Motivationsforschung in verschiedene Beratungsgremien der österreichischen Regierung berufen, um bei der Bewältigung der Folgen der COVID-19-Pandemie im Bildungssystem zu unterstützen. Zudem ist sie Mitglied des „Qualitätssicherungsrats für die Pädagoginnen- und Pädagogenbildung“ in Österreich und Mitglied internationaler Advisory Boards. Im Laufe ihrer akademischen Karriere hat Barbara Schober vielzählige wissenschaftliche Artikel, Buchbeiträge, Policy Papers, Projektberichte und anderes publiziert. Eine ausführliche Liste aller nationalen und internationalen Publikationen und Forschungsprojekte kann auf der Website der Universität Wien abgerufen werden.

## Forschungsschwerpunkte
Barbara Schobers Forschung zeichnet sich programmatisch durch den Bogen von theoretischer Modellierung bis um evidenzbasierten Transfer im Sinne der Third Mission aus. Im Rahmen ihrer Forschungstätigkeit hat sie sich intensiv mit dem Konzept des lebenslangen Lernens auseinandergesetzt. Sie hat gemeinsam mit Christiane Spiel und ihren Kollegen die Bildungspsychologie als Fach international etabliert und sich mit der Modellierung und Messung von Kompetenzen für Selbstregulation beschäftigt. Weitere Forschungsschwerpunkte sind Motivation, Wohlbefinden und die Erforschung der Rahmenbedingungen für erfolgreichen kompetenzorientierten und evidenzbasierten Unterricht. Darüber hinaus hat Barbara Schober zur Entwicklung und Evaluation von Interventionsprogrammen geforscht, in internationalen Kooperationen psychologische Trainingsprogramme für Schulen und Universitäten entwickelt, zur Bedeutung von Implementierungsprozessen im Bildungssystem publiziert und Projekte zur Erklärung und Reduktion von Genderdifferenzen durchgeführt.

## Publikationen (Auswahl)
- L. Bardach, M. Lüftenegger, T. Yanagida, C. Spiel, B. Schober: The role of within-class consensus on mastery goal structures in predicting socio-emotional outcomes. In: British Journal of Educational Psychology. Band 89, 2019, S. 239–258. doi:10.1111/bjep.12237
- J. Holzer, S. Bürger, S. Samek-Krenkel, C. Spiel, B. Schober: Conceptualisation of students’ school-related wellbeing: students’ and teachers’ perspectives. In: Educational Research. Band 63, Nr. 4, 2021, S. 474–496. doi:10.1080/00131881.2021.1987152
- M. Kollmayer, M.-T. Schultes, M. Lüftenegger, M. Finsterwald, V. Popper, G. Jöstl, A. Pfaffel, C. Spiel, B. Schober: REFLECT – ein Interventionsprogramm zum Aufbau von Lehrkräftekompetenzen für Reflexive Koedukation. In: Zeitschrift für Entwicklungspsychologie und Pädagogische Psychologie. Band 51, 2020, S. 110–122. doi:10.1026/0049-8637/a000210
- B. Schober, L. Brandt, M. Kollmayer, C. Spiel: Overcoming the ivory tower: Transfer and societal responsibility as crucial aspects of the Bildung-Psychology approach. In: European Journal of Developmental Psychology. Band 13, 2016, S. 636–651. doi:10.1080/17405629.2016.1231061
- B. Schober, M. Lüftenegger, P. Wagner, M. Finsterwald, C. Spiel: Facilitating Lifelong Learning in School−Age Learners. Programs and Recommendations. In: European Psychologist. Band 18, 2013, S. 114–125. doi:10.1027/1016-9040/a000129
- C. Spiel, T. Götz, P. Wagner, M. Lüftenegger, B. Schober (Hrsg.): Bildungspsychologie: Ein Lehrbuch. Hogrefe, Göttingen 2022, ISBN 978-3-8017-3108-3.